# Comté de Porhoët
Pour les articles homonymes, voir Porhoët (homonymie).
Xe siècle – 1604
Entités précédentes :
- Comté de Rennes

Entités suivantes :
- Duché de Rohan

La vicomté puis comté de Porhoët a pour origine un fief constitué dans l'ouest du comté de Rennes par le vicomte Eudes ou Eudon cité en 987 qui vivait sous le règne de Conan Ier de Bretagne.

## Histoire de la vicomté
Elle apparaît au XIe siècle, regroupant plus de 140 paroisses et couvrant près de 4.000 km². Le premier seigneur dont on connaît les actes s'appelle Guezenoc ou Guéthénoc et construit une motte féodale à Château-Trô dans l'actuelle commune de Guilliers. Il est cité en 1008 au temps du duc Geoffroi Ier. 
Son fils, dénommé Josselin (i.e. Gauzlin), construit le château qui est à l'origine de la ville du même nom. Le fait que la lignée du  breton Guéthénoc et son épouse Alarun ait utilisé les noms rorgonides de Gauzlin (Josselin) et Eudes pour ses descendants permet de penser que leur famille était apparentée par les femmes avec cette  famille d’origine franque.
Geoffroi de Porhoët, fils d'Eudon Ier qui a succédé à son frère Josselin II, accepte en 1127 de donner à son cadet, Alain la partie occidentale du comté sur la rive droite de l'Oust, sauf Ploërmel et les environs de Josselin, ce qui devient alors la vicomté de Rohan. 
Le fils de Geoffroy, Eudon II de Porhoët est le gendre du duc Conan III de Bretagne et régent à la mort de celui-ci, mais il échoue dans sa tentative d'empêcher Henri II Plantagenêt de prendre pied en Bretagne et de la contrôler définitivement en 1167. 

### Partition de Porhoet 1239/1240

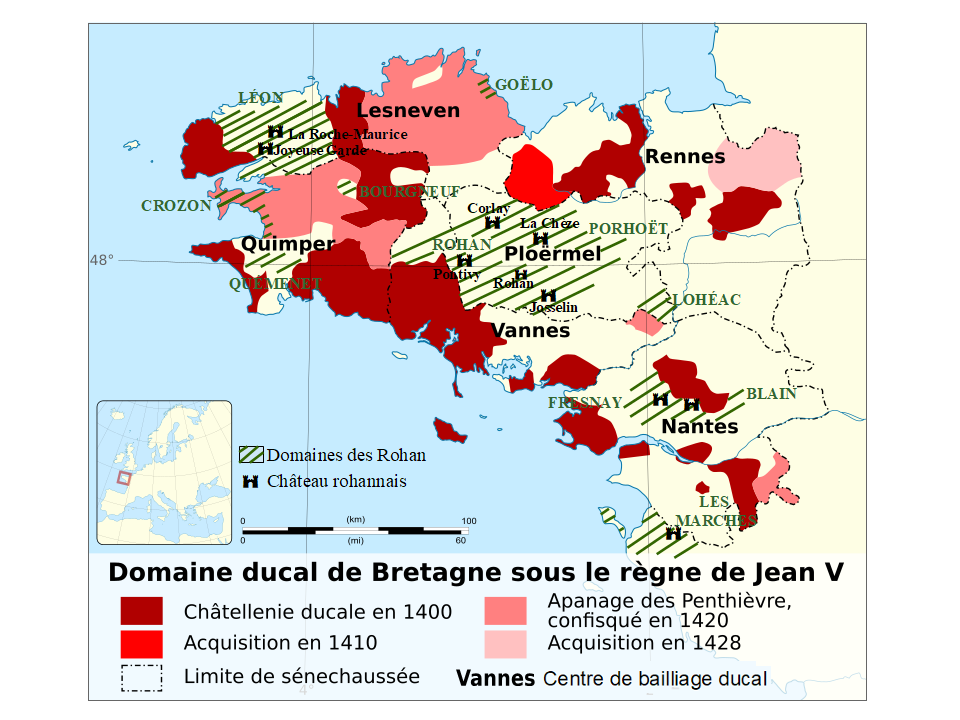
Domaines des Rohan au XVe siècle (en vert hachuré).

Eudon III († 1231), fils de Eudon II et ultime représentant de la lignée mâle des Porhoët, ne laisse que des filles pour lui succéder Le Porhoët est donc partagé entre elles :
- Mahaut de Porhoët morte en 1234, veuve de Geoffroy Ier de Fougères mort en 1212, représentés par leur fils Raoul III de Fougères mort en 1256
- Aliénor de Porhoët, attestée en 1271, épouse successive d'Alain V de Rohan mort en 1232, puis de Pierre de Thouars-Chemillé
- Jeanne de Porhoët, attestée en 1269, épouse d’Olivier Ier de Montauban

Les partages du comté eurent lieu en 1239 et 1240,,. 
- Raoul III de Fougères obtient 2/3 du Porhoët y compris Josselin et son château, Lanouée et sa forêt avec la paroisse de Mohon.
- Aliénor et son second époux Pierre de Chemillé eurent les villes de La Trinité-Porhoët, de La Chèze avec son château, et de Loudéac avec la forêt de ce nom, soit 1/6 de Porhoët[6].
- Rien n’indique le nom des propriétés échues à Jeanne de Porhoët et à son mari Montauban, qui cependant eurent leur sixième du Porhoët comme Aliénor et Pierre de Chemillé[7].

Le duc Jean Ier de Bretagne confirma ces partages par une lettre datée de Ploërmel au mois de février 1249.
La part dévolue à Aliénor de Porhoët revint d'abord au fils de son deuxième  mariage, Thomas de Chemillé, duquel Alain VI de Rohan - fils du 1er mariage - par l'accord de 1284, acquit son sixième qui de ce fait fut incorporé dans le patrimoine de la maison de Rohan.
Actuellement on ne connaît pas le sort du sixième de Porhoët accordé à Jeanne et son mari Olivier Ier de Montauban, qui sans doute fut acquis par les vicomtes de Rohan, qui sous le 12e Vicomte Alain VIII - mort en 1429 - avaient "réuni" le Porhoët entièrement.
La part de Raoul III de Fougères qui constitue le « comté de Porhoët » passa, comme la baronnie de Fougères, à ses héritiers les Lusignan. L'ensemble des biens de cette famille fut confisqué en 1309 par le roi de France Philippe IV le Bel mais il en laissa la jouissance à Yolande de Lusignan, sœur du dernier vicomte, jusqu'à sa mort en 1314 : alors le Porhoët fût incorporé à la Couronne ; donné en 1324 en apanage à la famille d'Alençon, puis acquis en 1370 par Olivier V de Clisson.
Le mariage de sa fille Béatrix de Clisson avec Alain VIII de Rohan permit la réunification du Porhoët entre les mains de la famille de Rohan qui le conserva.
Cette partition explique que le Comté ne compte plus que cinquante-neuf paroisses au XVe siècle. Il s'étend alors des landes de Lanvaux jusqu'au Méné, le pays de Boquen et le cours de l'Oust aux environs de Ploërmel, avec comme principaux centres Uzel, Loudéac et La Chèze.

## Liste des seigneurs, vicomtes et comtes de Porhoët
- 1008-av.1032  : Guethenoc de Porhoët fondateur du château de Josselin
- 1040-1074  : Josselin Ier de Porhoët, fils du précédent
- 1074-ap. 1092  : Eudon Ier de Porhoët, fils du précédent
- 1092-1114  : Josselin II de Porhoët, fils du précédent
- 1116-1131  : Geoffroi de Porhoët, frère du précédent
- 1142-ap. 1168  : Eudon II de Porhoët, duc de Bretagne, fils du précédent
- 1168-1231             : Eudon III de Porhoët,  fils du  précédent, ultimus en ligne mâle directe
- 1231-1234             : Mahaut, Vicomtesse de Porhoet, fille du précédent
- 1234-1256  : Raoul III de Fougères, fils de la précédente
- 1256-1270             : Hugues XII de Lusignan (de jure uxoris) avec Jeanne de Fougères, fille de Raoul III
- 1270-1303  : Hugues XIII le Brun, fils des précédents
- 1303-1308  : Gui Ier de Lusignan, frère du précédent
- 1308-1314  : Yolande de Lusignan, sœur des précédents
- 1314-1370  : Le Porhoët est incorporé au royaume de France et donné en apanage en 1324 aux Alençon, qui en 1370 le vendent aux Clisson
- 1370-1407  : Olivier V de Clisson
- 1407-1429             : Alain VIII de Rohan, de jure uxoris Béatrix de Clisson, fille du précédent

## Sources et bibliographie
- Le Cartulaire de la seigneurie de Fougères, connu sous le nom de Cartulaire d'Alençon, éd. Jacques Aubergé, Rennes, Oberthur, 1913. [lire en ligne]
- Hubert Guillotel, « De la vicomté de Rennes à la vicomté de Porhoët (fin du Xe au milieu du XIIe siècle) », dans Mémoires de la Société d'histoire et d'archéologie de Bretagne, t. LXXII, 1995, p. 5-23. [lire en ligne]